# Чжан Їмоу
Чжан Їмоу (张艺谋, 14 листопада 1951) — один з найвідоміших китайських режисерів.

## Життєпис
Народився 14 листопада 1951 року в м. Сіань (провінція Шеньсі). Походив з родини прихильників Ґоміньдану. За те, що його старший брат служив в армії Чан Кайши, під час культурної революції Їмоу було виключено зі школи і відправлений «на перековування» до сільськогосподарської комуни. З 1968 до 1971 року він працював у сільському господарстві, з 1971 по 1978 рік — на текстильній фабриці.
У цей період Чжан Їмоу захоплювався малюванням і аматорської фотографією. У 18 років він став донором і 5 місяців здавав кров, щоб накопичити грошей і придбати свою першу камеру.
Коли у 1978 році відкрилася Пекінська кінокакадемія Чжан Їмоу було вже 27 років. Для здійснення своєї мрії йому довелося особисто звернутися до Міністерства культури КНР з проханням зробити виняток для людини, «яка втратлав 10 років через культурну революцію». Заяву, до якого був прикладений цілий портфель особистих фотографій, задовольнили, в результаті чого Чжан Їмоу став студентом і успішно закінчив академію у 1982 році.
У першому фільмі «Червоний ґаолян» за романом нобелівського лауреата Мо Яня, який мав успіх не тільки в Китаї, але й став одним з перших китайських фільмів, що отримав приз «Золотий ведмідь» на Берлінському кінофестивалі, Чжан Їмоу показав себе як видатний режисер. У Європі стрічки Чжана Їмоу завжди зустрічали із захопленням, так як в них він піднімав серйозні соціальні проблеми і вважався з цієї причини «дисидентом».
З тих пір у Чжана Їмоу з'явилося дуже багато різних нагород, але визнання широкої публіки йому принесли монументальні фільми-протиставлення на історичну тему «Герой» і «Дім літаючих кинджалів», що зібрали відповідно близько 177 й 90 млн доларів касових зборів по всьому світу. У цих фільмах режисер сповна продемонстрував неабияке вміння грати колірними відтінками, перетворюючи кожну сцену на витвір мистецтва. При цьому зовнішня естетика несе серйозну внутрішню, філософську або чуттєву, навантаження. А його останній фільм «Прокляття золотої квітки» зовсім потряс буйством фарб і встановив новий рекорд по внутрікітайскій зборів.
Саме Чжан Їмоу дав путівку у великий кінематограф двом найвідомішим китайським актрисам Ґун Лі і Чжан Цзиї — обидві вперше знялися в його стрічках, будучи студентками другого курсу Пекінської кіноакадемії.
У період підготовки до Олімпіади в Пекіні Чжан Їмоу був головним постановником церемоній відкриття і закриття Ігор, у зв'язку з чим тимчасово відклав роботу в кіно.

## Фільмографія
- 1987 — Червоний гаолян
- 1989 — Операція «Пума»
- 1990 — Цзюй Доу
- 1991 — Піднімаючи червоний ліхтар
- 1992 — Історія Цу Цзю
- 1994 — Жити
- 1995 — Шанхайська тріада
- 1995 — Люм'єр і компанія
- 1997 — Зберігаючи незворушність
- 1999 — Дорога додому
- 1999 — Жодним менше
- 2000 — Щастя на годину
- 2002 — Герой
- 2004 — Будинок літаючих кинджалів
- 2005 — Шлях у тисячу миль
- 2006 — Прокляття золотої квітки
- 2007 — У кожного своє кіно — епізод «Вечір в кіно»
- 2009 — Жінка, гармата і локшина
- 2011 — Квіти війни
- 2014 — Повернення додому
- 2016 — Велика стіна
- 2019 — Одна секунда (Yi miao zhong)